# De Coppin
De Coppin is een Zuid-Nederlandse adellijke familie. 

## Geschiedenis
In 1614 werd de familie de Coppin aanvaard in de Tweede stand van Luxemburg.
François-Sébastien de Coppin, heer van Conjoux en Grinchamps, in 1755 getrouwd met Anne de Maizières d'Izier, was hoofd van de familie in de achttiende eeuw.
De oudste zoon was Louis Marie Ferdinand de Coppin de Conjoux (Erneuville, 25 oktober 1755 - Brussel, 18 november 1822), die onder het ancien régime page was bij de prins-bisschop van Luik. Hij emigreerde naar Duitsland tijdens de revolutiejaren, zoals blijkt uit de geboorte in 1795 van zijn vierde kind in Bamberg.
Hij trouwde in 1787 met Caroline de Quarré (1764-1801), met wie hij vijf dochters had en een zoon. De geboorteplaatsen van de kinderen getuigen van een eerder nomadisch leven: Luik, Celles, Conneux, Bamberg en Namen. De enige zoon, Hippolyte Coppin, overleed ongehuwd in 1817. Deze familietak was dan ook in 1822 bij de dood van Ferdinand uitgestorven.
In 1816, onder het Verenigd Koninkrijk der Nederlanden, werd Ferdinand erkend in de erfelijke adel met de persoonlijke titel baron en de benoeming in de Ridderschap van de provincie Namen.
De derde zoon van François-Sébastien de Coppin was Joseph Joachim Feuillien de Coppin de Falaën (Erneuville, 28 april 1763 - Falaën, 13 maart 1840). Hij trouwde met Anne de Harlez (1771-1833) en ze vestigden zich in Falaën, waar hun zeven kinderen geboren werden, onder wie Feuillien de Coppin de Falaën (1800-1887), die in 1830 lid was van het Voorlopig Bewind. De kinderen waren:
- Antoinette de Coppin (1795-1865) die trouwde met de industrieel Joseph Amand.
- Guillaume de Coppin (1797-1885), de enige van de zeven die afstammelingen had, onder wie:
  - Valéry de Coppin (1846-1919), burgemeester van Jambes, die trouwde met Julie de Thysebaert. Ze hadden twee dochters en twee zoons. De jongste, Jean-Xavier de Coppin, overleed in 1970 en met hem was ook deze tak van de familie de Coppin uitgedoofd. Hij adopteerde wel in 1959 een zoon uit het eerste huwelijk van zijn vrouw, die sindsdien de naam 'de Coppin de Falaën' droeg.
- Feuillien de Coppin, voornoemd.
- Charles de Coppin (1802-1848).
- Leopold de Coppin (1804-1879), burgemeester van Falaën.
- Eugène de Coppin (° 1808), burgemeester van Ermeton, provincieraadslid voor Namen.
- Fany de Coppin (1813-1897) die trouwde met Charles-Victor Thibaut, burgemeester van Achêne.

Ook Joseph verkreeg in 1816 erkenning van erfelijke adel met de titel baron en benoeming in de Ridderschap van de provincie Namen. In 1826 werd zijn titel overdraagbaar gemaakt bij eerstgeboorte. Deze familietak doofde uit in 1970. 
Wat de tweede zoon betreft van François-Sébastien, Pierre-Bernard de Coppin de Grinchamps (1756-1806), hij was al overleden toen de adel werd hersteld. Ook zijn zoon Pierre-François de Coppin de Grinchamps (1793-1873) verkreeg geen adelserkenning. Het is pas diens zoon, Auguste de Coppin de Grinchamps (1840-1923), die in 1888 adelserkenning verkreeg, met de titel van baron, overdraagbaar bij eerstgeboorte. Hij trouwde met Rosalie de Kerchove d'Exaerde (1842-1918), ze vestigden zich in Moustier-sur-Sambre en ze hadden zeven kinderen, onder wie twee zoons die voor afstammelingen zorgden, tot heden.